# 레오폴도 콘티
레오폴도 콘티(이탈리아어: Leopoldo Conti leoˈpɔldo ˈkonti[*]; 1901년 4월 12일, 롬바르디아 주 밀라노 ~ 1970년 1월 12일, 롬바르디아 주 밀라노)는 이탈리아의 전 프로 축구 선수이자 감독으로, 현역 시절에 스트라이커나 측면 공격수로 활약했다.

## 클럽 경력
클럽 무대에서, 콘티는 여러 이탈리아 구단에서 활동했는데, 주로 암브로시아나-인테르(당시 인테르나치오날레의 구단명)에서 2번에 나누어 활약하며(1918–1920, 1921–1931) 2번의 리그 우승을 1920년과 1930년에 거두었고, 236번의 리그 경기에서 76골을 기록했다. 그는 1922년부터 1931년까지 인테르의 주장도 역임했다. 그는 에노트리아(1917–1918), 파도바(1920–1921), 그리고 프로 파트리아(1931–1933)에서도 활약했다. 그는 1929년 11월 3일에 암브로시아나-인테르 소속으로 이탈리아 1부 프로 리그 첫 경기를 치렀고, 크레모네세에 안방에서 3-2로 이겼다.

## 국가대표팀 경력
국가대항전에서, 콘티는 이탈리아 국가대표팀 일원으로 1920년부터 1929년까지 활약하며 31경기에 출전하여 8골을 기록했다. 그는 0-3으로 패한 스위스와의 1920년 3월 28일에 국가대표팀 원정 경기에서 18세 351일의 나이로 첫 경기를 치렀다. 콘티는 이탈리아에서 2번째, 혹은 일부 출처에 따르면 역대 3번째 최연소 출전 선수로, 그보다 더 적은 나이로 신고식을 치른 선수는 에우제니오 모소, 그리고 일부 출처에 따르면 로돌포 가비넬리뿐이다. 모소는 1914년 4월 5일에 1-1로 비긴 스위스 원정 경기에서 18세 238일의 나이로 이탈리아 국가대표팀 신고식을 치렀다. 가비넬리의 경우 1911년 4월 9일에 2-2로 비긴 프랑스와의 경기에서 16세 98일의 나이로 딱 1경기를 치렀지만, 일부 출처에 따르면 1895년생이 아닌 1891년 1월 1일로 보고 있어 당시 20세 98일로 보는 측도 있다. 콘티는 이후 1924년 하계 올림픽에 이탈리아 선수단 일원으로 참가했고, 1927-30년 중부 유럽 선수권 대회 우승을 경험했다.

## 감독 경력
현역 은퇴 후, 콘티는 레코의 감독을 1934년부터 1937년까지 역임했다.

## 수상

### 클럽
인테르나치오날레
- 프리마 카테고리아: 1919–20
- 세리에 A: 1929–30

## 국가대표팀
이탈리아
- 중부 유럽 선수권 대회: 1927-30